# Blood on the Dance Floor: HIStory in the Mix
Blood on the Dance Floor: HIStory in the Mix je remixové album amerického zpěváka Michaela Jacksona vydané 11. května 1997. Na albu je 8 remixů z předchozích alb HIStory: Past, Present and Future, Book I a 5 nových skladeb („Blood on the Dance Floor“, „Morphine“, „Superfly Sister“, „Ghosts“ a „Is It Scary“). Také vznikl 40 minutový filmový videoklip Michael Jackson's Ghosts. Album bylo výrazně úspěšnější ve Velké Británii než v USA.

## Komerční úspěch
Blood on the Dance Floor se v červenci 1997 prodalo 250 000 kopií ve Velké Británii a 445 000 kopií v Německu. Album také dosáhlo čísla jedna ve Francii, Belgii, Španělsku a na Novém Zélandu. Od svého vydání se alba prodalo odhadem šest milionu kopií, což je nejvíce v prodeji remixových alb na světě.

## Seznam skladeb
| Pořadí         | Název                                        | Autor                                            | Délka |
| -------------- | -------------------------------------------- | ------------------------------------------------ | ----- |
| 1.             | Blood on the Dance Floor                     | Michael Jackson, Teddy Riley                     | 4:11  |
| 2.             | Morphine                                     | Michael Jackson                                  | 6:29  |
| 3.             | Superfly Sister                              | Michael Jackson, Bryan Loren                     | 6:27  |
| 4.             | Ghosts                                       | Michael Jackson, Teddy Riley                     | 5:13  |
| 5.             | Is It Scary                                  | Michael Jackson, James Harris III, Terry Lewis   | 5:35  |
| 6.             | Scream Louder (Flyte Tyme Remix)             | James Harris III, Terry Lewis, Michael Jackson   | 5:27  |
| 7.             | Money (Fire Island Radio Edit)               | Michael Jackson                                  | 4:22  |
| 8.             | 2 Bad (Refugee Camp Mix)                     | Michael Jackson, B. Swedien, R. Moore, D. Austin | 3:32  |
| 9.             | Stranger in Moscow (Tee's In-House Club Mix) | Michael Jackson                                  | 6:55  |
| 10.            | This Time Around (D. M. Radio Mix)           | Michael Jackson, Dallas Austin                   | 4:05  |
| 11.            | Earth Song (Hani's Club Experience)          | Michael Jackson                                  | 7:55  |
| 12.            | You Are Not Alone (Classic Club Mix)         | R. Kelly                                         | 7:38  |
| 13.            | HIStory (Tony Moran's HIStory Lesson)        | Michael Jackson, James Harris III, Terry Lewis   | 8:00  |
| Celková délka: | Celková délka:                               | Celková délka:                                   | 75:57 |

## Umístění v žebříčcích
| Žebříček (1997)    | Pozice |
| ------------------ | ------ |
| Austrálie          | 5      |
| Spojené království | 1      |
| Spojené státy      | 42     |

| Žebříček (1997)    | Pozice |
| ------------------ | ------ |
| Austrálie          | 3      |
| Spojené království | 5      |